# سیلویو سرافین
سیلویو سرافین (انگلیسی: Silvio Sérafin؛ ۳ آوریل ۱۹۳۸ – ۱۹ فوریهٔ ۲۰۲۱) بازیکن فوتبال اهل فرانسه بود.